# 삼죽초등학교
삼죽초등학교는 대한민국 경기도 안성시 삼죽면 덕산리에 있는 공립 초등학교이다.

## 학교 연혁
- 1925년 5월 5일 : 삼죽공립보통학교 개교(설립인가 4월 17일)
- 1981년 3월 10일 :  병설유치원 설립인가 개원
- 1990년 3월 1일 : 특수학급 설립인가
- 1993년 4월 16일 : 전교생 급식 실시
- 1998년 10월 22일 : 본교 증개축 공사 완공
- 2000년 2월 21일 : 탈북 학생 최초 특례입학
- 2004년 7월 8일 : 탈북학생정작지원유공 국무총리 표창
- 2005년 5월 4일 : 개교 80주년 기념행사 실시
- 2009년 2월 19일 : 후관 다목적실 개관
- 2013년 4월 12일 : 어울림관(체육관) 개관
- 2014년 3월 1일 : 교육부 요청 경기도교육청지정 탈북학생교육 정책 연구학교 지정
- 2015년 2월 13일 : 제87회 졸업식
- 2015년 3월 1일 : 제31대 이금희 교장 취임